# Escadre de surveillance aérienne (Estonie)
L'escadre de surveillance aérienne (en estonien : Õhuseiredivisjon (ÕSD)) est l'une des trois branches de l'armée de l'air estonienne et est spécialisée dans la surveillance aérienne.

## Structure
L'escadre de surveillance aérienne est composée de trois groupes: le groupe d'ingénierie et de maintenance, qui contrôle [Quand ?] les cinq radars terrestres de l'Estonie dont le poste radar de Kellavere, le centre de commandement et de contrôle d'Ämari, qui gère la police aérienne et le centre de commandement combiné situé en Lituanie, qui contrôle le réseau de surveillance aérienne des états baltes.

## Historique
L'escadre de surveillance aérienne est fondée le 1er janvier 1998 et est basée sur la base aérienne d'Ämari, en Estonie. 
Du 8 au 29 mars 2010, l'unité déploie des contrôleurs de défense aérienne pour assister les quatre F-16 Fighting Falcons danois déployés dans le cadre d'une mission de police aérienne en Islande.
En 2009, deux radars Ground Master 400 sont achetés. En juin 2023, deux radars GM 400α sont achetés pour livraison en 2025.

## Aéronefs
En 2014, l'escadre de surveillance aérienne possède 2 Aero L-39 Albatross.